# Arno Schmidt (Liedermacher)
Arno Schmidt  (* 10. Oktober 1955 in Rostock) ist ein deutscher Musiker und ein Vertreter der ostdeutschen Liedermacher-Szene.

## Leben
Erste musikalische Erfahrungen sammelte Arno Schmidt im Kinderkirchenchor und ab 1970 im Singeclub Viktor Jara der Universität Rostock.
Von 1968 bis 1974 absolvierte er bei Friedhelm Steltner (* 1930) eine klassische Gitarrenausbildung am Konservatorium Rostock für Kinder und Jugendliche. Es folgte 1976 bis 1980 ein Musikstudium an der Hochschule für Musik „Hanns Eisler“ Berlin mit dem Hauptfach Gitarre bei Rosemarie Ecke (Staatsexamen 1980). Gleichzeitig begleitete er Barbara Kellerbauer auf ausgedehnten Konzertreisen durch ganz Europa und 1979 auf ihrer LP Barbara Kellerbauer und Gruppe.
Von 1981 bis 2006 arbeitete er als freier Liedermacher mit dem Texter Ed Stuhler zusammen.
1983 trat er mit Kurt Demmler, Gerhard Schöne und anderen beim Liedersommer der FDJ in der Parkaue Berlin vor 5000 Zuhörern auf. Von 1986 bis 1990 war er Kopf von "Arno Schmidt & Band" mit reger Konzerttätigkeit. Gastspiele führten Arno Schmidt 1985 und 1988 an die Druschba-Trasse sowie 1989 und 1994 zum Open-Flair-Festival. 1994 gründete er seine zweite Band. Seit 2010 arbeitet er mit Jeanne Grabner (Texte, Lieder) und gibt mit ihr regelmäßig Konzerte.
Schmidt lebt und arbeitet in Berlin.

## Diskografie
- Aber fliegen, LP (Live-Mitschnitt), Amiga 1988.
- Keine Zeit, CD (Live-Mitschnitt), Buschfunk 1992.
- Gnadenlos fröhlich, CD (Studio-Aufnahme), Buschfunk 1993.
- Wer jetzig Zeiten leben will, CD (Bündnis 90/Die Grünen)
- Arno Schmidt live 2004, CD, Eigenverlag 2005
- ... aber fliegen, CD (Live-Mitschnitt), Eigenverlag 2009